# Faye-l’Abbesse
Faye-l’Abbesse ist eine französische Gemeinde mit 1.126 Einwohnern (Stand: 1. Januar 2022) im Département Deux-Sèvres in der Region Nouvelle-Aquitaine (vor 2016: Poitou-Charentes). Sie gehört zum Arrondissement Bressuire und zum Kanton Bressuire.

## Lage
Faye-l’Abbesse liegt etwa acht Kilometer östlich von Bressuire am Thouaret, der die Gemeinde im Süden und Osten begrenzt. Umgeben wird Faye-l’Abbesse von den Nachbargemeinden Geay und Pierrefitte im Norden, Glénay im Nordosten, Boussais im Osten und Südosten, Chiché im Süden sowie Bressuire im Westen.

## Bevölkerungsentwicklung
| Jahr                      | 1962 | 1968 | 1975 | 1982 | 1990 | 1999 | 2006 | 2013 |
| Einwohner                 | 886  | 885  | 963  | 961  | 998  | 950  | 999  | 1040 |
| Quelle: Cassini und INSEE |      |      |      |      |      |      |      |      |

## Sehenswürdigkeiten
- Kirche Saint-Hilaire